# Calliandra bombycina
Calliandra bombycina är en ärtväxtart som beskrevs av George Bentham. Calliandra bombycina ingår i släktet Calliandra och familjen ärtväxter. Inga underarter finns listade i Catalogue of Life.